# 岩本擬鮟鱇
岩本擬鮟鱇（学名：Lophiodes iwamotoi），為輻鰭魚綱鮟鱇目鮟鱇亞目鮟鱇科的其中一種，分布於太平洋的社會群島南部海域，棲息深度706-710公尺，體長可達22.6公分，為深海底棲性魚類，屬肉食性，生活習性不明。

## 擴展閱讀
維基物種上的相關：岩本擬鮟鱇